# Agritubel
A Pro Cycling Team Agritubel (UCI csapatkód: AGR) egy megszűnt francia professzionális kerékpárcsapat volt 2005 és 2009 között. A csapat fő támogatója az Agritubel cég volt, amely marháknak, állatállományoknak és farmoknak állított elő csöves fémtermékeket.